# Башня Жанны д’Арк
«Башня Жанна-д’Арк», Тур-Жанн-д’Арк (фр. Tour Jeanne-d'Arc), прежнее название Grosse Tour — исторический памятник в центре французского города Руан. Этот донжон считался главной башней Руанского замка, который строил король Филипп II Август начиная с 1204 года. В наше время это внушительное сооружение является единственной сохранившейся постройкой старого замка, постепенно снесённого в конце французских религиозных войн, начиная с 1591 года.

## История
В этом донжоне проходило одно судебное заседание (9 мая 1431 года) в рамках процесса над французской национальной героиней Жанной д’Арк, где ей грозили пытками в присутствии палачей и их пыточных инструментов.
Вопреки бытующей легенде, Орлеанскую деву содержали в заключении не здесь, а в башне Tour de la Pucelle (башня Девственницы), которая в наше время разрушена, но основа фундамента этой башни видна во дворе дома 102 по соседней улице Жанны д’Арк (фр. rue Jeanne-d’Arc), о чём свидетельствует мемориальная доска чёрного мрамора, установленная на этом доме. Само здание пользуется правом на ограничение общего доступа, но его внутренний двор проектировался с учётом сохранения остатков данного исторического памятника.

## Описание
Эта массивная башня возведена из местного известняка; в стенах имеются редкие и узкие бойницы.
Конусообразная кровля была надстроена в ходе реставрационных работ башни, проведённых с 1866 по 1874 годы под руководством архитектора Демаре, по согласованию с Виолле-ле-Дюком.
В годы Второй мировой войны немецкие войска замаскировали башню, превратив её в бункер. Большую часть башни в тот период укрепили бетонированием.
В середине XX века донжон получил название «башня Жанна-д’Арк» и в нём открыли небольшой музей Руанского замка, доступный для широкой публики. В его коллекции представлена картина «Последнее причастие Жанны д’Арк» работы Шарля-Анри Мишеля.

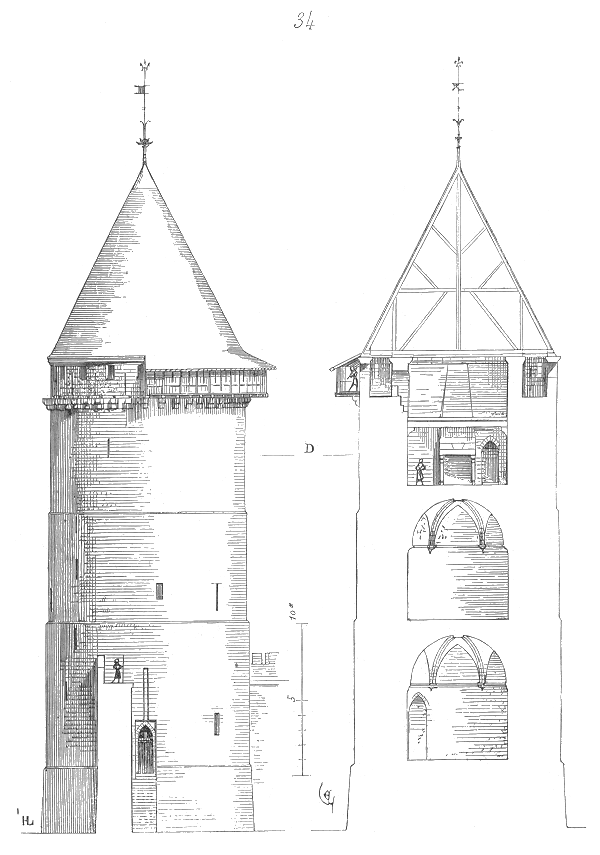
Фасад и разрез донжона Руанского замка
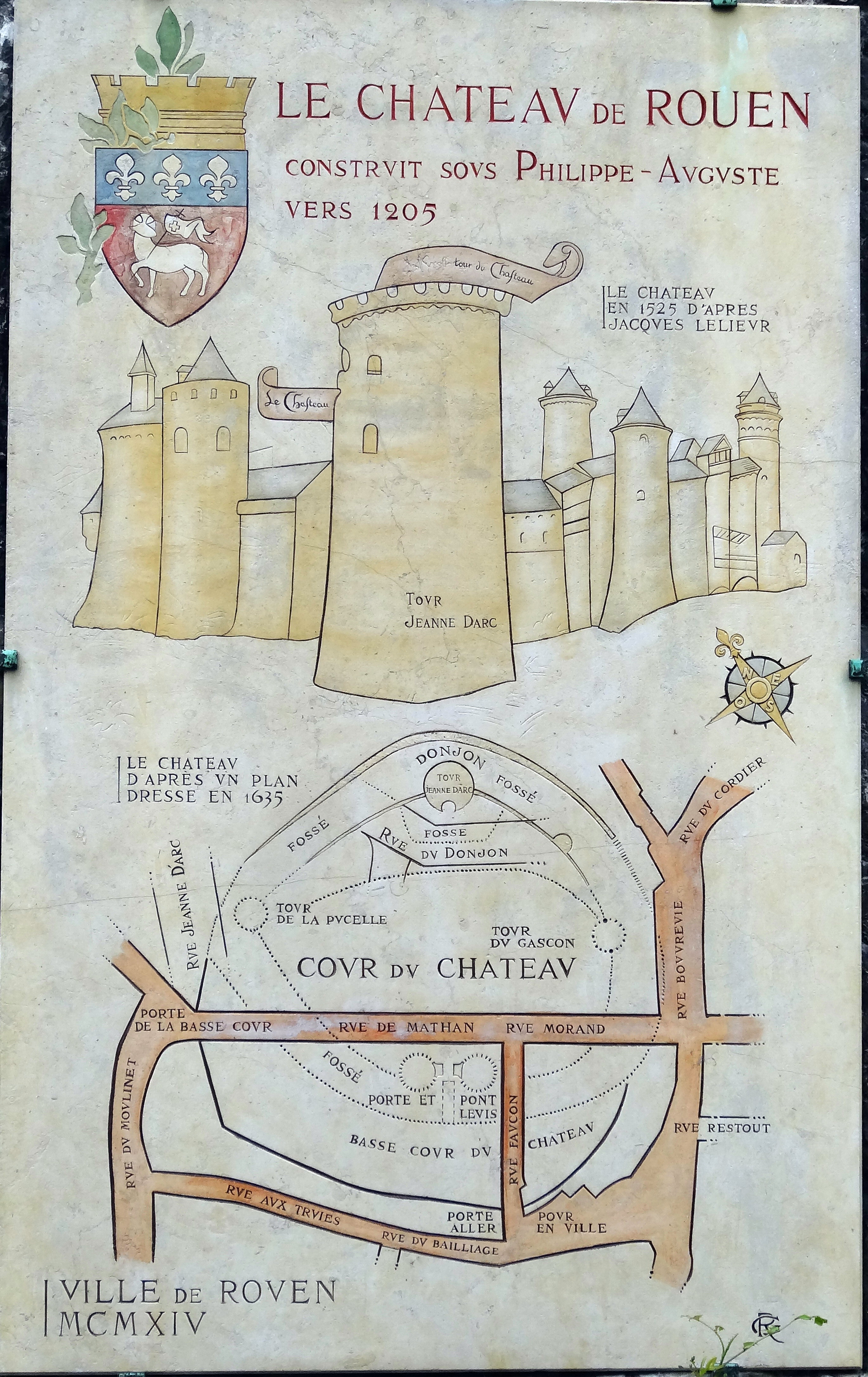
Башня Жанна д’Арк на плане замка
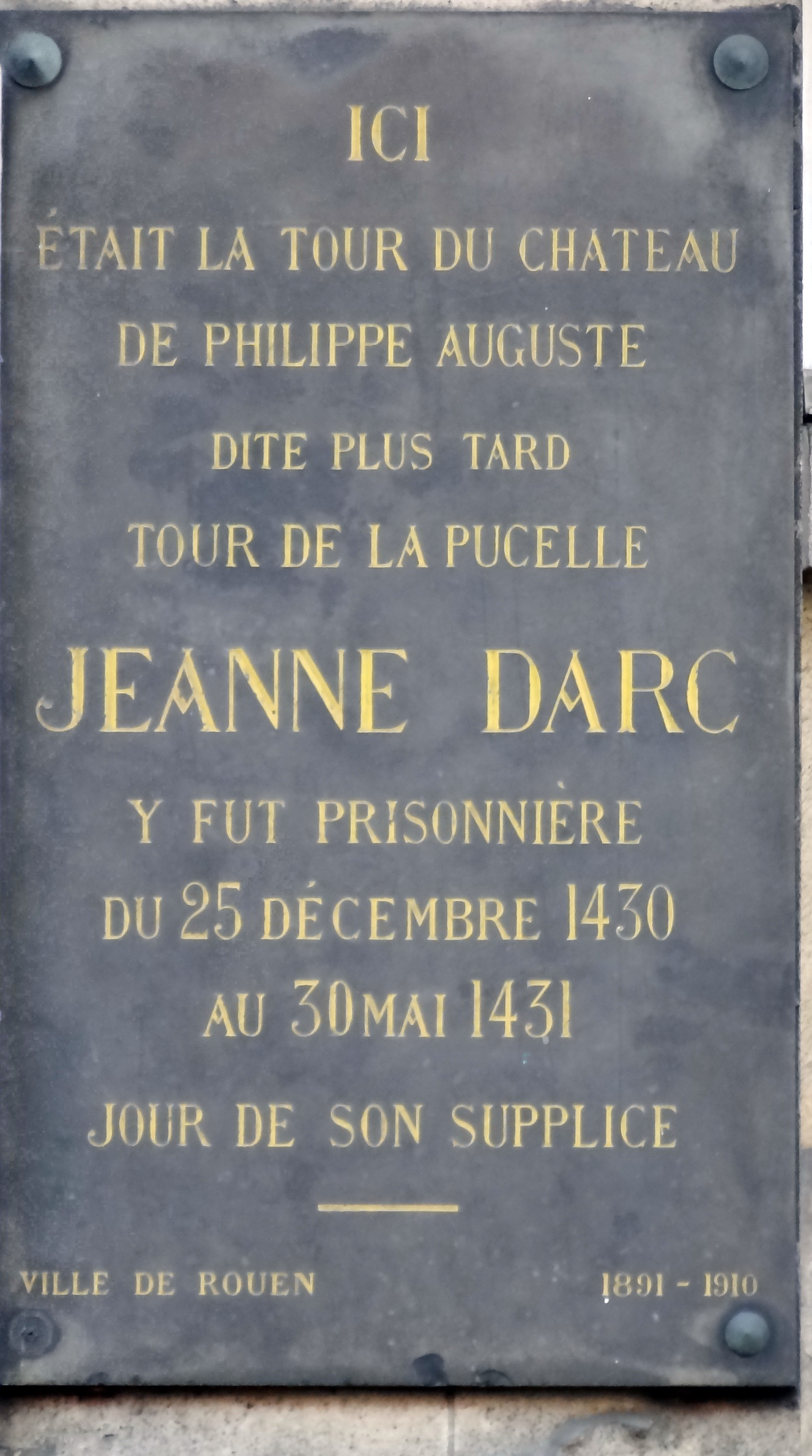
Мемориальная доска у места заключения Жанны д’Арк